# Скорел, Ян ван
Ян ван Скорел, Ян ван Скорель, Схорель) (нидерл. Jan van Scorel; 1 августа 1495, Схорл, Берген (Северная Голландия) близ Алкмара — 6 декабря 1562, Утрехт) — голландский рисовальщик, живописец, архитектор и гуманист эпохи Северного Возрождения. Яркий представитель романизма в культуре Северной Европы.

## Биография
Ян ван Скорел родился в городке, называемом Схорл, или Шорл (Schoorl, Scorel), близ Бергена, в северо-западной Голландии, откуда и его прозвание. О его жизни известно многое, отчасти благодаря историографу Карелу ван Мандеру. Ян ван Скорель был внебрачным сыном деревенского пастора. Он посещал латинскую школу в Алкмаре, а затем учился живописи у Корнелиса Виллемса в Харлеме. С 1512 года был помощником Якоба Корнелиса в Амстердаме, после чего, вероятно, некоторое время, с 1516 года, работал у живописца Яна Госсарта в Утрехте.
Сначала готовился к карьере священнослужителя, благодаря чему получил обширное гуманитарное образование.
В 1518 году Ян ван Скорел отправился в долгое путешествие, которое пролегало через Германию. В Нюрнберге он встретил Альбрехта Дюрера, оказавшего на него большое влияние. Это влияние заметно в первом сохранившемся крупном произведении Яна ван Скорела — «Триптихе Обервеллаха» 1519 года (Обервеллах, Австрия, церковь Санкт-Мартин), созданном во время его путешествия по Австрии. Затем Ян ван Скорел отправился морем через Венецию в Святую Землю (Палестину), где посетил Вифлеем и Иерусалим. По словам Ван Мандера, свои впечатления от этой поездки он записывал и зарисовывал в альбоме, который, однако, не сохранился. Вернувшись в Италию, он снова остался в Венеции, где занимался живописью под влиянием Джорджоне.
Вернувшись в 1521 году в Рим, Ян получил предложение от папы Адриана VI, также уроженца Утрехта, стать придворным художником Ватикана. Папа назначил его смотрителем коллекций произведений искусства Бельведера, сменив в этой должности Рафаэля. Ян ван Скорел жил в папских покоях и имел возможность углублённо изучать произведения античной скульптуры и итальянского Возрождения, прежде всего Рафаэля и Микеланджело. За это время он написал два портрета понтифика. Однако папа Адриан занимал высокую должность недолго — всего спустя два года, в 1524 году он скончался. Возможно, поэтому Скорел покинул Италию. Предположительно, Скорел брал с собой в Италию ученика — Антониса Мора, которому будет суждено стать известным художником-портретистом.
В том же году он вернулся в Утрехт, где принял сан священника. Скорел, тем не менее, продолжал писать картины и возглавил большую художественную мастерскую, был успешным преподавателем. В 1527 году из-за политических волнений он эмигрировал в Харлем, где нашёл новых сторонников и учеников, среди которых был живописец и гравёр Мартен ван Хемскерк. Ян ван Скорел присоединился к «Харлемскому иерусалимскому братству» (Haarlemse Jeruzalembroederschap), для которого создал серию групповых портретов, одни из первых групповых портретов в голландской живописи.

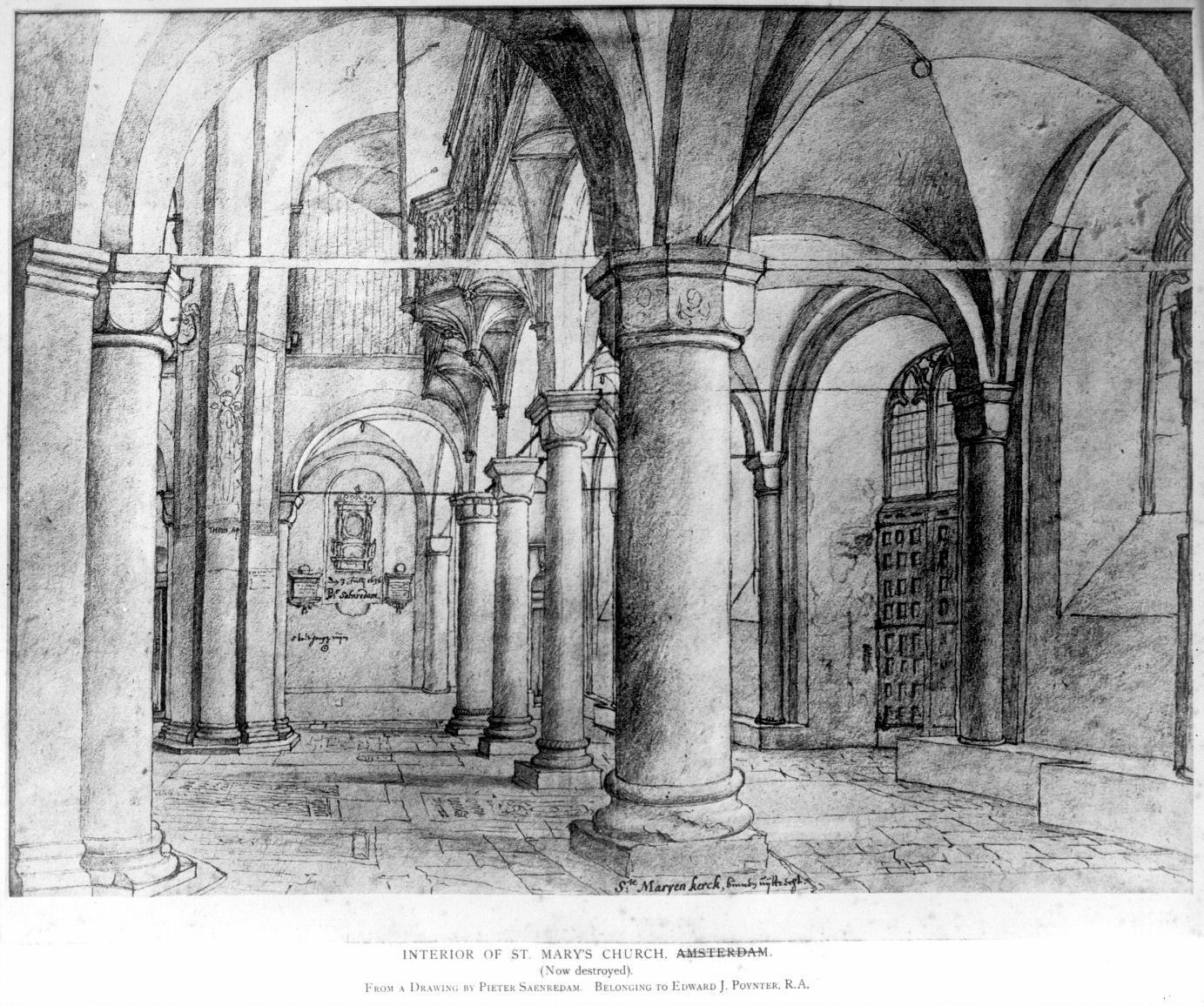
Интерьер церкви Святой Марии в Утрехте. Западный придел. На дальнем плане памятник Яну ван Скорелу. Рисунок. 1636

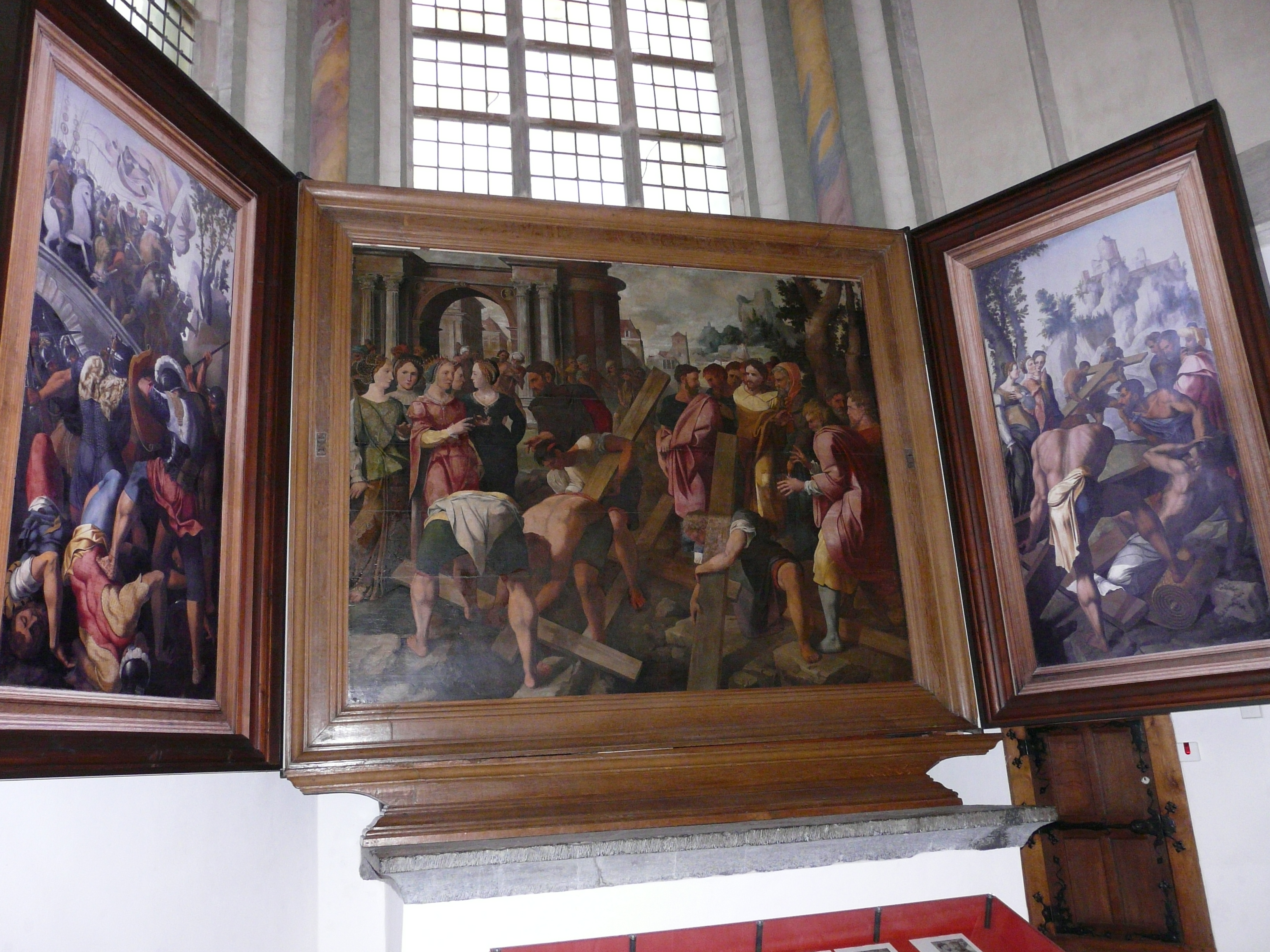
Обретение Истинного Креста. Триптих. Ок. 1542. Капелла принцев, Гроте-керк (Большая церковь), Бреда

Вернувшись в Утрехт в 1528 году (в отдельных источниках указан 1530 год), Скорел открыл большую мастерскую. Он был назначен каноником церкви Святой Марии (Mariakerk) в Утрехте, заняв таким образом важную духовную должность. Он женился на Агате ван Шонховен; у супругов было четыре сына и две дочери. Для церкви Святой Марии он создал проекты летнера (алтарной преграды) и нескольких витражей. Благодаря своей духовной должности Скорел получал множество заказов на алтарные картины.
Почётные поручения включали оформление торжественного прибытия в Утрехт в 1540 году императора Карла V и Филиппа II в 1549 году. В 1550 году ему вместе с Ланселотом Блонделем доверили частичную реставрацию «Гентского алтаря» братьев ван Эйков.
В период с 1549 по 1553 год Ян ван Скорел занимался различными работами в качестве инженера. Его проекты включают улучшение порта Хардервейк, углубление нескольких рек и осушение Зийпе. Однако большого успеха в этой деятельности он не добился.
После его смерти в честь художника построили мавзолей в церкви Святой Марии, который был украшен его портретом. Такой памятник художнику был уникальным в то время в северных Нидерландах и свидетельствует о признательности, которой Скорел пользовался при жизни.

## Творчество
Кроме живописи, Скорел писал стихи, был музыкантом и археологом-любителем, архитектором и инженером — всесторонне одарённым «человеком Эпохи Возрождения». Сначала в Риме, а затем в Утрехте, Скорел находился в центре кружка известных поэтов и музыкантов, любителей классической латинской и итальянской культуры.
По возвращении из Италии в Утрехт Ян ван Скорел произвёл впечатление своим искусством, вдохновлённым итальянской классикой. Поэтому считается, что он был одним из первых художников-романистов Северного Возрождения, который привил нидерландской живописи достижения итальянского чинквеченто. Под примеру итальянских учёных-гуманистов Ян ван Скорел считал себя свободным интеллектуалом, равным поэтам и учёным. Как каноник он вращался в высших кругах и имел контакты с различными выдающимися людьми своего времени. Характерной чертой его самоуверенности является то, что он отказался вступить в ремесленную гильдию, к которой принадлежали живописцы.
Ранние произведения Яна ван Скорела были созданы под сильным влиянием его учителей и Альбрехта Дюрера. Со времени пребывания в Италии он писал в новом стиле (арс нова), и в его работах иногда появляются буквальные цитаты из творчества итальянских мастеров.
В Утрехте Ян ван Скорел стал получать выгодные заказы, в том числе от Домдекена Германа ван Лохорста, представителя знатного рода, настоятеля кафедрального собора в Утрехте, который принадлежал к кругу друзей папы Адриана VI. Для него Ян ван Скорел в 1526—1527 годах написал так называемый «Лохорстский триптих», который вначале был установлен в Домской церкви, ныне находится в Центральном музее в Утрехте. Скорел освоил художественные принципы «дунайской» и венецианской школ живописи. Во время его пребывания в Венеции большое влияние на Скорела оказали пейзажи Джорджоне.
Портретная живопись Скорела отличается строгостью и точностью в деталях, присущим национальной нидерландской школе, и находится в русле искусства его великих предшественников, например Яна ван Эйка. К числу новшеств живописи Скорела после его посещения Италии относят свободу в изображении пейзажных мотивов, присутствие деталей античной архитектуры, некоторую театрализованность в положении портретируемых. Его творчество оказало большое влияние на нидерландских художников первой половины XVI века: Лукаса ван Лейдена и Артгена ван Лейдена и многих других.
В число известных произведений художника входят: «триптих со Святым семейством» (Sippenaltar, 1520, церковь Сент-Мартин, Обервеллах в южной Австрии), «Введение Иисуса в храм» (ок. 1528—1530, Музей истории искусств, Вена), портрет Агаты ван Шонховен (1529, Галерея Дориа-Памфили, Рим). Многие из его алтарных картин были уничтожены в ходе кальвинистского иконоборческого восстания в Нидерландах. Самая большая коллекция сохранившихся картин находится в Центральном музее в Утрехте.

## Галерея

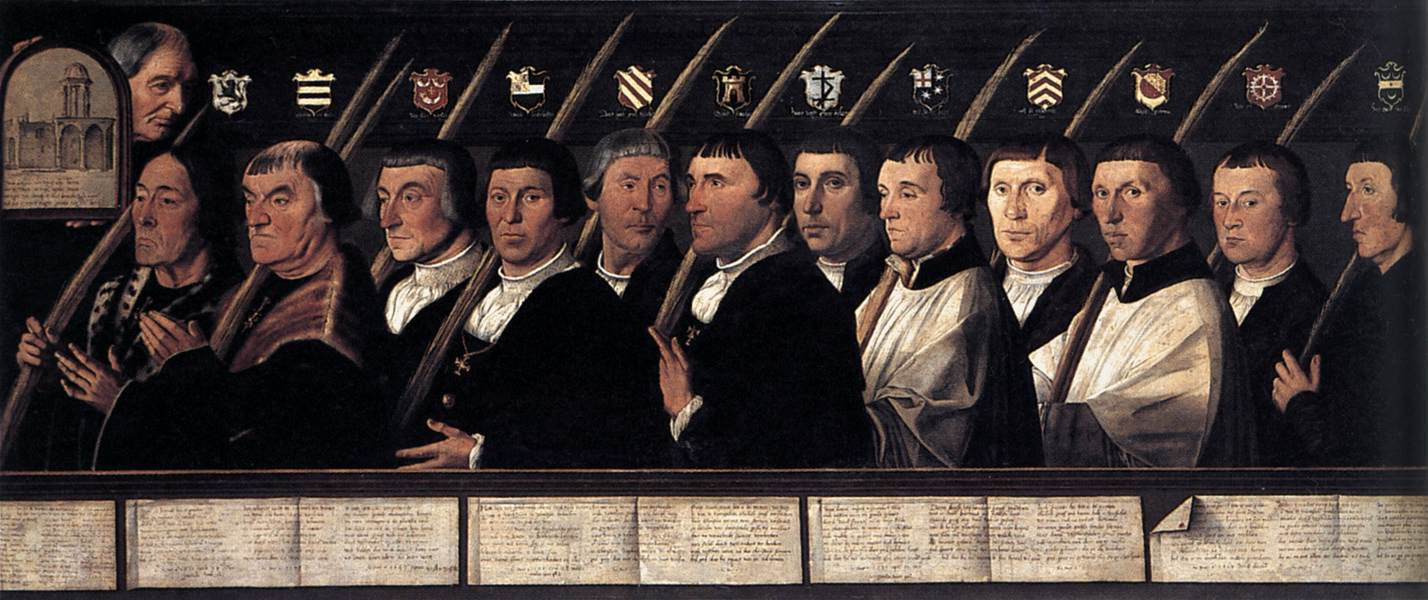
Двенадцать членов Харлемского иерусалимского братства. Между 1528 и 1530. Дерево, масло. Музей Франса Халса, Харлем
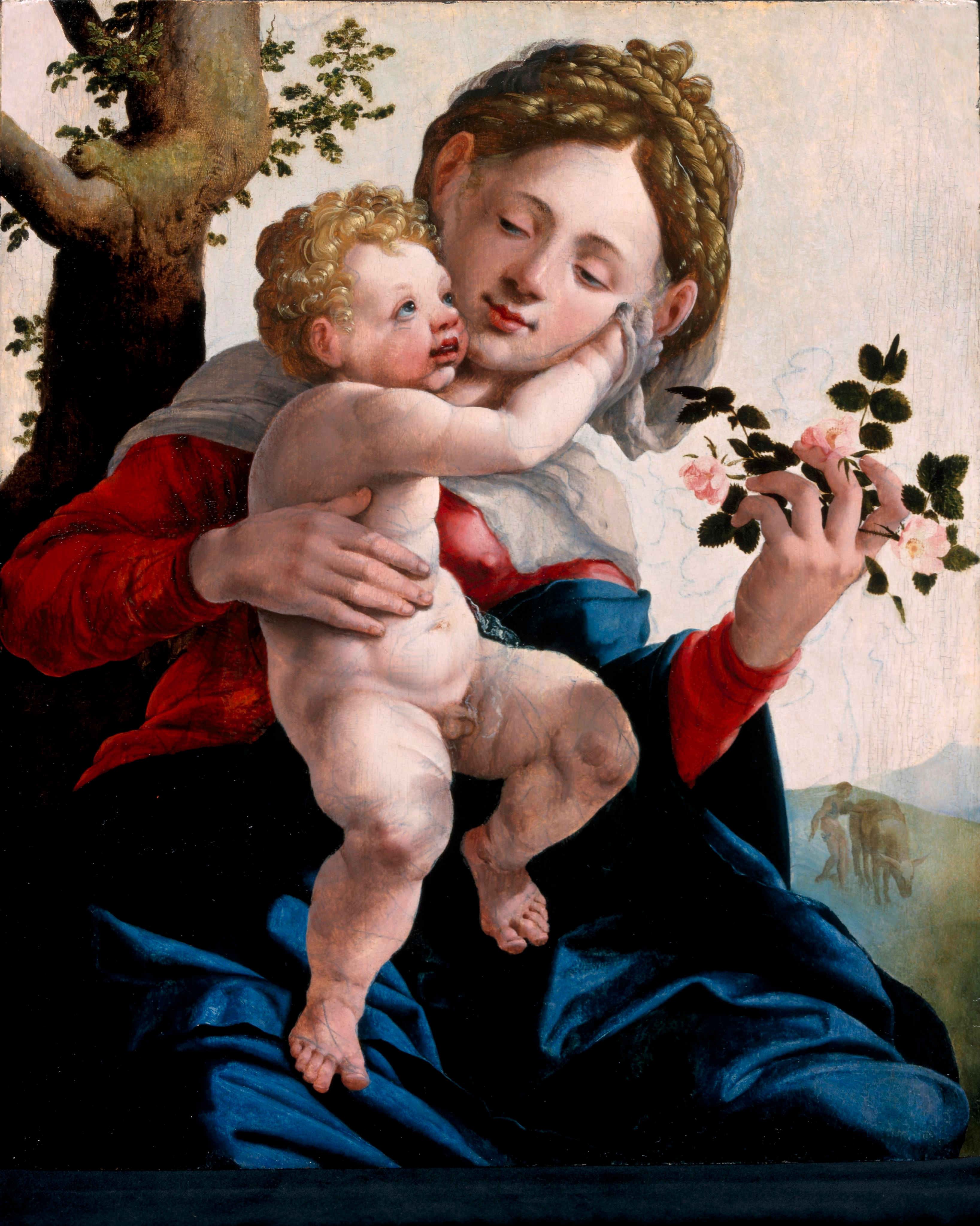
Мадонна с дикими розами. 1530. Дерево, масло. Центральный музей, Утрехт
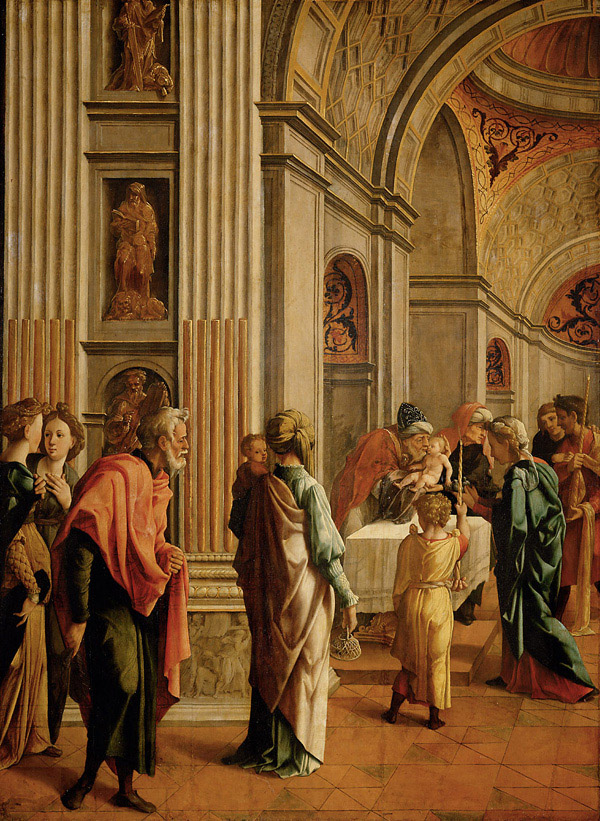
Введение Иисуса в храм. Ок. 1528—1530. Дерево, масло. Музей истории искусств, Вена
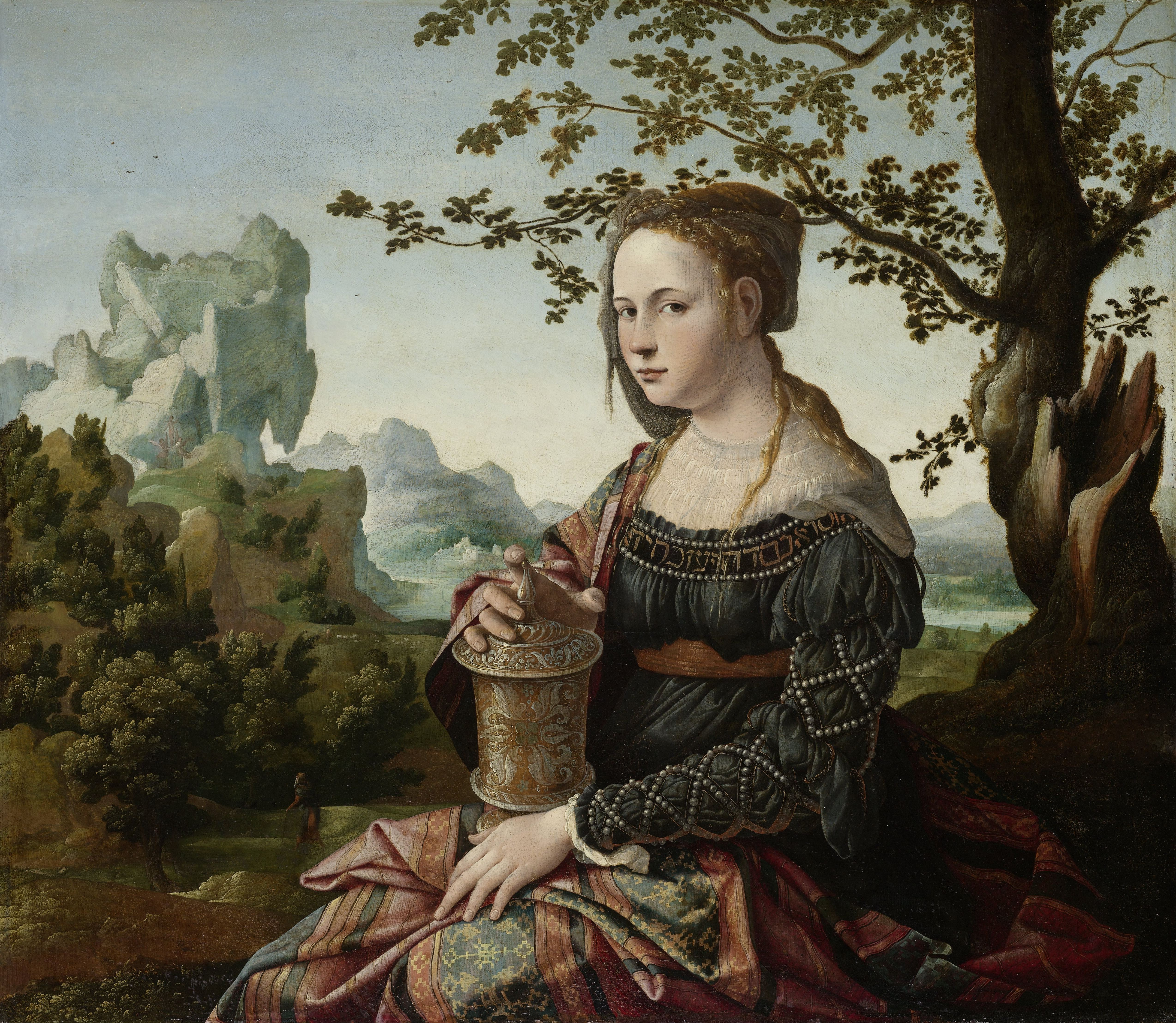
Мария Магдалина. 1530. Дерево, масло. Рейксмюсеум, Амстердам
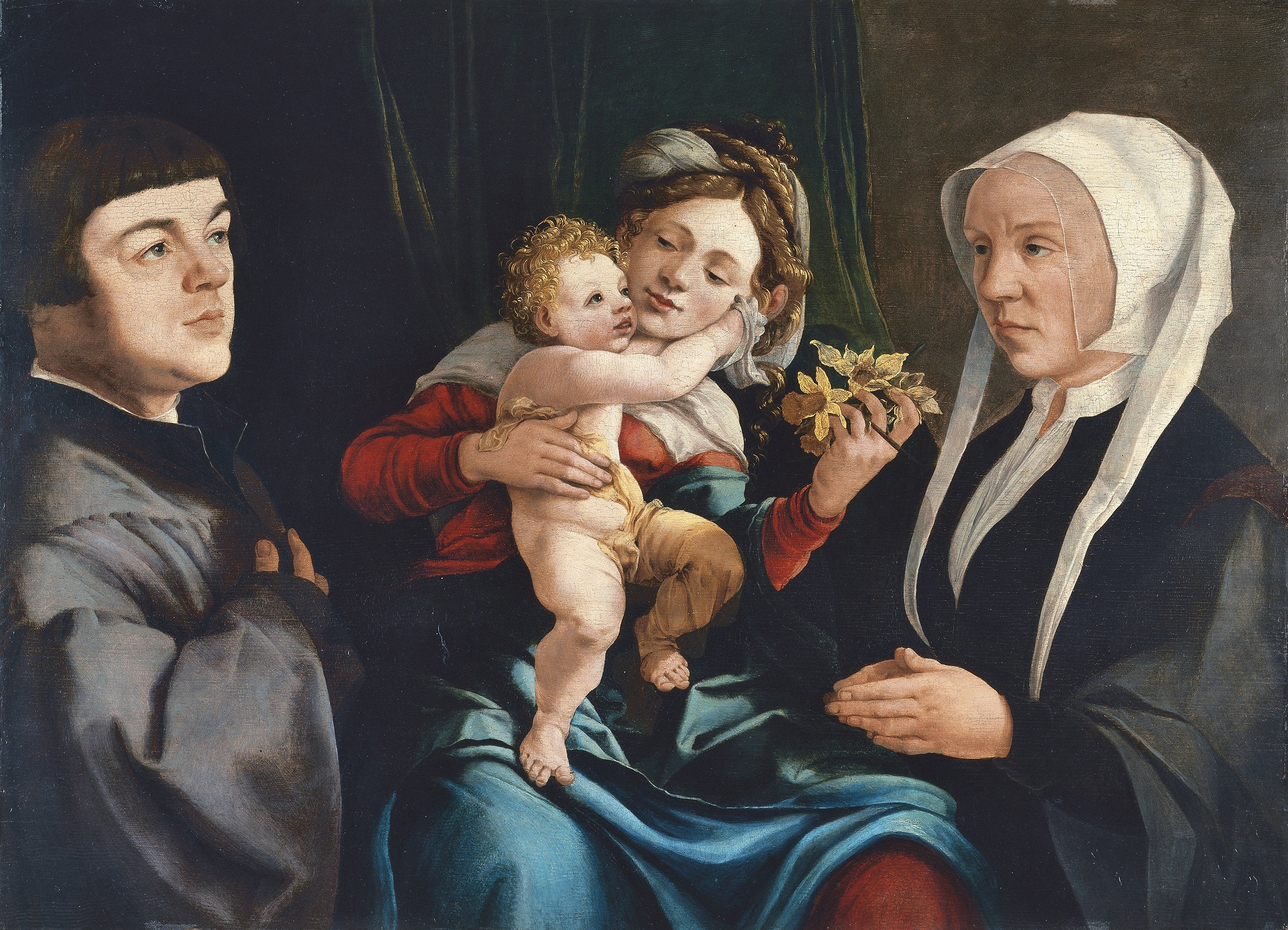
Мадонна с Младенцем, нарциссами и с донаторами. Ок. 1525. Дерево, масло. Музей Тиссена-Борнемисы, Мадрид
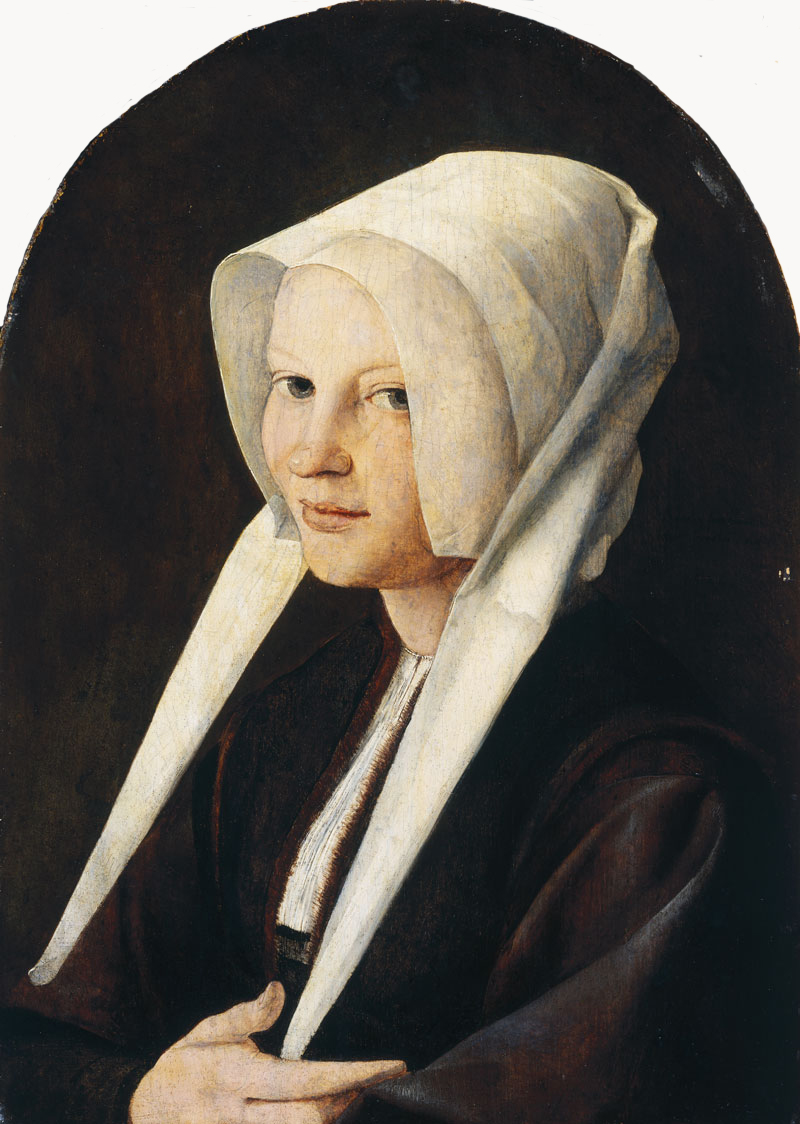
Портрет Агаты ван Шонховен. 1529. Дерево, масло. Галерея Дориа-Памфили, Рим
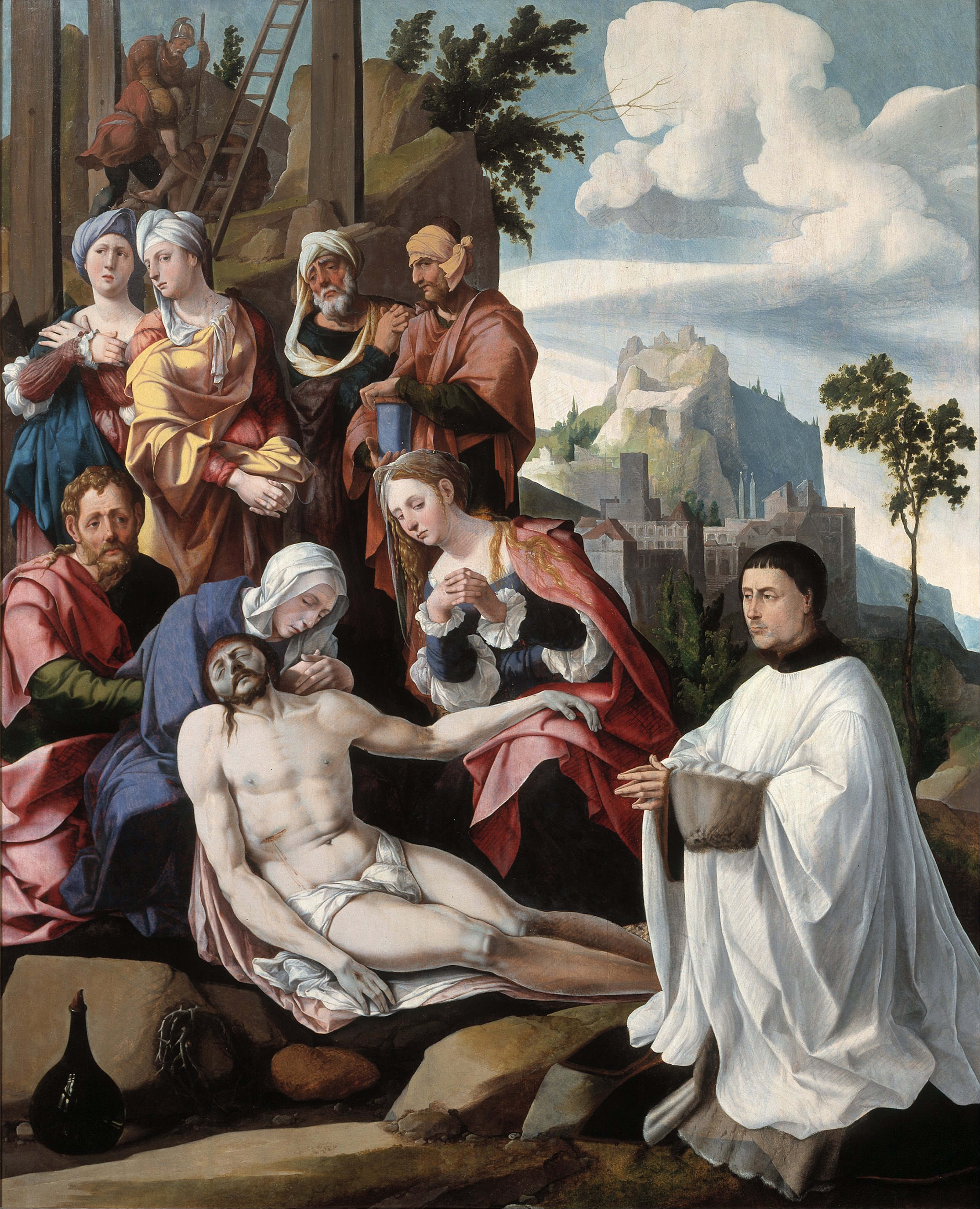
Оплакивание Христа с донатором. Ок. 1535. Дерево, масло. Центральный музей, Утрехт